# STOP劉備くん!
『STOP劉備くん!』（ストップりゅうびくん）は、白井恵理子が『小説JUNE』（マガジン・マガジン）等で1987年2月号から連載している4コマ漫画作品、および掲載誌やタイトルを変更しながら刊行されている続刊を指す。正式タイトルは『白井版三国志遊戯STOP劉備くん!―との それはなりません―』。続刊については後述。

## 概要
1987年に『小説JUNE』（マガジン・マガジン）誌上で連載がスタート。十数年のロングラン連載作品となる。その後『月刊コミックトムプラス』（潮出版社）1999年5月より別冊扱いになる『GOGO玄徳くん!!』が同時連載開始。どちらも一旦休載となったが、2005年に再び『コミック三国志マガジン』（メディアファクトリー）にて再開され、後に『コミックヒストリア』へと受け継がれた。2015年現在、WEBコミックトム（潮出版社）において『白井色全開!笑史・三国志　STOP劉備くん!リターンズ』として連載を再開している。

## 内容
『三国志』をモチーフにしたギャグ漫画であり、主に政治や事件などの時事問題を三国時代に絡ませているネタや、有名漫画やドラマのパロディネタが多い。キャラクターの外見は基本的にNHKで放送された『人形劇 三国志』のものをデフォルメ表現しており、キャラクターの名前についても同番組と同じものを使用している（例：孫夫人の名が貞姫となっているなど）。

## 主な登場人物
作中には名前が判明しているだけでも総勢100人近い人物が登場する。ここで紹介するのは主要なごく一部のキャラクターのみである。

### 劉備一派（蜀）
劉備
本作の主人公。桃園で契を交わした義兄弟の長男。おおらかでほのぼのとしたマスコット的キャラクター（劉表曰く「50歳近いくせにいまだに無職だけど、元気だからいいじゃありませんか！」）。幼少期にはかなりの悪ガキだった。
取柄は草履を作ることだけで、部下たちの分も全員自作しているほどの腕前。簡単な漢字も読めないほど学力は低く、田舎暮らしが長かったため食事のマナーも極めて悪い。
本人曰く夢は「綾波レイと結婚すること」。読売ジャイアンツファンである。
関羽
桃園で契を交わした義兄弟の次男。繰り出された槍を素手で止めてへし折るなど武勇に優れるが、こちらもさして何ができるということもなく、三人でいつもとりとめのない遊びに興じている。本編では主にツッコミキャラである。
大変な猛将ではあるが、実は血を見るのが苦手で、草花を大事にしたり、手負いの状態でも老婆に手を貸したりするなど、心優しい一面も併せ持っている。義理堅さも強調されており、官渡の戦い終結後は曹操軍の家電やおやつにも手を付けることなく去って行った。貂蝉のことを気に入っており、曹操からは冷やかされていた。
死後も幽霊として登場しており、曹操陣営による自分の生首のぞんざいな扱いに怒り狂っていた。
張飛
桃園で契を交わした義兄弟の三男。武勇に優れるが、こちらもさして何ができるということもなく、3人でいつもとりとめのない遊びに興じている。長坂の戦いでは曹操軍から「片手にハンマー片手に剣を持ち世の中を恨んだ目で睨みつけてくる」と恐れられていたが、そのことを非常に気にしていた。
従来の物語などで知られる酒乱っぷりをさらに強調されており、呂布軍の酒蔵に放火しに行った際にその酒に手を出し、挙句駆け付けた呂布といっしょに酒盛りを始めるなど、相当なドジキャラになっている。また、敵の食料庫を焼くために一緒に出撃した馬超も同じようになっていた。
諸葛亮（孔明）
蜀の唯一の常識人。聡明で礼儀正しく雅楽に通じ頭も良い完璧な人物だが、麻雀をやりはじめると「哭きの伏龍」と化してしまう天性のギャンブラー。愛妻家。宿命のライバルである周瑜に何かにつけてつっかかられているが、いつも一枚上手なのはこちら。
実は大軍師管仲・楽毅の大ファン で、コスチュームは彼らにあこがれて作ったものである。
図工はずっと1で、周瑜と密談の時に二人で赤壁のねんど工作をして1日費やしたこともあった。
姜維
孔明を支える若き後継者。もともとは魏の武将だったが、孔明の人格にほれ込み魏を裏切る。
当初は生真面目なキャラクターとして登場したのだが、いつのまにか蜀の気風に馴染み、すっかり子供っぽくなってしまった。仮面ライダーなどの子供向け玩具や商品に眼がない（自らの馬に「トライチェイサー」と名付けたこともある）。焦るとやたらに大食いになる癖がある。また孔明恋しさに夜泣きすることがある。近年では携帯電話・携帯ゲーム機が手放せず「今時の若者」化が加速している。また、馬超との絡みも多いが、完全に彼を愚者扱いしている。
趙雲
五虎将軍の一角。長坂の戦いで劉禅を救ったというエピソードから、普段から彼を背負った状態で登場することが多い。劉備たちと一緒に遊ぶこともあるが、基本的には真面目なキャラクターのようで劉備たちを諭す場面もある。劉備の妻である淑玲（スーリン）が足手まといになるまいと井戸に身投げするネタでよく登場する。実家は農家。
黄忠
五虎将軍の一角にして最年長。目としわの区別がつかないほどの高齢の老人。今は強いことは強いが、老齢故にすぐ眠くなる癖がある。
馬超
五虎将軍の一角にして最年少。序盤はそれなりに美形に描かれていたが、巻を追うにつれてどんどん黒目が小さくなっていった。錦馬超の二つ名の通り、どこにいてもすぐわかる程に目立つ鎧に身を固めている。
諸葛亮と正反対の人物で、自分が死んでいることすら理解せずに動いていることがあるほどの馬鹿。武勇に関しては文句なしの働きをするが、基本的にマイナスになるような厄介事（例：自軍の防衛用トラップを盗賊に売り飛ばす、鳥インフルエンザで死んだ鳥を食料として送る、派遣会社のギャラ欲しさに曹操軍に寝返るなど）ばかりを抱えて来るので蜀の悩みの種でもある。姜維曰く「常春の男」。
「弟の馬休、馬鉄の死を知って慟哭する」というネタでもよく登場するが、実は弟とは別に育てられたらしく、彼らの存在は知らなかった。故にこの叫びも、実は空気を読んで嘆いているだけだったりする（亡き父親に対して、胸中で「いつ拵えたんだ！マジで種馬だぜ！」と突っ込みを入れていた）。
巻を追うごとにバカさ加減が尋常ではなくなっており、曹操軍兵士の格好をした義理の叔父を兵士と勘違いして斬り捨てたり（出会いがしらではなく後ろを振り向いた瞬間斬りかかっている）、「安かったから」という理由で食料と間違え買ったガソリンを飲んで火を噴いたりと、だんだん人間離れしていくこととなる。本人曰く恐怖心が全くないらしく、「先端平気症」「高所平気症」などと嘯いている。
徐庶
軍師。いつもとんでもない性格の母親に振り回されている。母の影響で九州弁らしき訛りが出ることもある。
徐庶の母
九州弁らしき訛りを話す老婆。病人のふりをして他国からまで健康保険料をむしり取るなど知恵が回る。
巻を追うにつれて、関所を金属バット一本で破る、後方から走って馬に追いつく、ストレートパンチ一発で城壁をぶち破るなど、超人的な体力を持つようになった。
龐統
そばかすの多い小太りな軍師。「鳳雛」と呼ばれる天才軍師だが運が悪く、いつも何らかの事件に巻き込まれて戦場から置いてけぼりを食らう。
魏延
鋭い目つきと、蟹のような癖毛が特徴の武将。孔明が大嫌いで、何かにつけて彼にダメ出しをする。
馬謖
「泣いて馬謖を斬る」の語源にもなった武将。気さくだが、大変個性的な顔をしている。
馬良
馬謖の兄。「白眉」の語源の人。真面目だが、劉備や関羽に白眉を塗られかけた挙げ句にアンケートまでとられて眉をレインボーに塗る事態になってしまった。
劉禅（阿斗）
劉備の息子。赤ん坊の状態で登場することが多く、劉備からは「落として割れても接着剤で治る」などと言われていた。
成長してから蜀の二代目皇帝になるが、劉備そっくりのアホであった。耳はかなり大きい。
白龍
劉備の愛馬。いつも咥え煙草の白馬で、その体色に似合わず大変腹黒い性格。
赤兎馬
董卓→呂布→曹操→関羽と持ち主をえる名馬。呂布が飼っていた頃はまだ「速い馬」程度であったが、曹操が飼い慣らした結果、超音速で走る化け物になってしまった。
実はかなり文章表現に優れており、「呂布より頭がいい」とまで評された。

### 曹操一派（魏）
曹操
野心を備えた魏のエリート。向上心と頭脳の冴えは一番 なのだが、良くも悪くも家庭的な「パパ」であり、夏休みの終わりに子供の宿題を手伝ったりなどしている。嫁に逃げられた後は、家事にも精を出している。一人でいる時はブツブツと独り言を呟き続けていたり、ヒーローごっこに興じたりと子供っぽい一面を見せることもある。
劉備とはいつの間にか茶飲み友達のようになってしまったが、漢の皇帝である献帝に対しては非常に厳しい一面も見せる。生粋の阪神タイガースファンで、阪神が負けただけで鬱病の発作を起こすほどの入れ込みよう。また、野茂英雄の大ファンでもある。
サトイモが大の苦手であり、妻から「治してこい」とサトイモだらけの部屋に監禁されたことすらある。雷が大の苦手。
臣下からはあまり好かれておらず、おもちゃのデスノートを場内に掲示した所、全ページにびっしり名前が書かれていた（本人はその事実を知って寝込んだ）。
曹丕
曹操の長男で魏の初代皇帝だが、オカマ。
曹叡
曹操の孫で、非常に軽薄。作者曰く「モデルは某総理の孫」らしく、皮グローブなど意匠の一部が彼をモチーフにしている。
自分の国の国名を「いおに」と読むほど頭が悪い（部下曰く「麻生太郎よりひどいぞ」「ヘキサゴンの羞恥心レベル」）。
司馬仲達
曹操の腹心。ひげ面で陰気な男。10年間一度も家から出たことがないらしく、孔明があの手この手で戦場に呼ぼうとするも全て裏目に出る。曹叡にいつも振り回され、何度も左遷されている。
荀彧
途中で大きくキャラクターデザインが変更された人物。曹操の腹心で、曹操本人よりも人望が厚い。
郭嘉
曹操の腹心の中ではもっとも初期から登場する人物。突拍子もない案により曹操の危機を何度も救ってきた。程昱とはよく言い争いをしている。
程昱
曹操の腹心。角ばった帽子を愛用している。郭嘉とはよく言い争いをしている。魏の軍師では一番出番が多いが、たまに間の抜けた発言をすることもある。
曹操暗殺計画の検挙を率先して行っているが、どうも面白がっている節が時たまみられる。
夏侯惇
魏の武将。眼帯を着けていて、左目とは会話が出来る。よく関羽と一騎討ちをするネタで出演する。愛馬も眼帯を着用している。
夏侯淵
魏の武将。夏侯惇とは従兄弟同士でよくつるんでいる。馬超を追跡したり、趙雲と一騎討ちをしたりするネタで出演する。大変な綺麗好き。
馬超の妻を殺害したり軍を壊滅させたりしたはずだが、なぜかプライベートでは彼と仲が良い。
典韋
曹操軍配下の豪傑で、手裏剣術と弓道の天才。しかし腕が良すぎるせいで、ダーツゲームで遊ぶと、常に真ん中に寸分の狂いもなく命中させ、一番しょうもない景品をあててしまっている。
許褚
立派なひげを蓄えた固太りの巨漢。馬超を圧倒できるほどの武芸の達人だが、当の馬超からはほとんど相手にされていない。実は農家の生まれ。
赤壁の戦いでは、曹操から鎧を奪い孫権軍を引き付けようとしたが、「プラトーンに出てきたおもしろい草」に火が回り、ハイになってしまって失敗する。
孔融
孔子の直系の子孫で、曹操の家で世話になっている食客。曹操を「ロリコン」「ネクラ」などと見下した発言をとることが多く、曹操からは「ああ！こいつを映画みたいに殺せたらなあ！」と恨まれている。非常に目つきが悪いことを気にしており、顔が怖すぎるせいで人望は薄い。
華佗
曹操お抱えの天才医師。かなりの高齢ではあるがその腕は確かで、死体さえ生き返らせる技術を持つが、虚言癖がある。

### 孫権一派（呉）
孫策
孫権の兄なのだが、初登場の時点で既に暗殺されかけており、あまりの出番の少なさにやけくそになっている。
関羽同様彼も幽霊となって登場する。
最初は一生分の運をやかんを当てた程度で使い切る程の運の悪さでネタにされていたが、最近では玉璽をどこからか掘り当ててくるネタで出番が多い。
孫権
呉の君主。天然パーマ。劉備と手を結んで曹操と戦うべきか、曹操に従うべきかで常に大激論が交わされている自国に、ややうんざりしている様子。とんでもない人物が多い作中、比較的まともな人物でもある。しかしそれ故に作者から顔を忘れられてしまったこともあるなど、あまり扱いはよくない。広島東洋カープのファン。史上稀に見る音痴。
孫貞姫
孫権の妹で、劉備の妻。オリンピック選手級の身体能力を持ち、完全に劉備を尻に敷いている。孫権曰く「呉で一番恐ろしいアマゾネス」。
『レッドクリフ』上映以降はそれにちなんだ人物設定になった。
周瑜
呉の大都督であり、孫策の親友でもあった。周囲にあまり自己主張の激しい人物がいないので必然的に出番が多い。自信家でナルシスト。美形であり、頭も良いはずなのだが、やることなすこと全てが裏目に出てしまう損なキャラクターでもある。恐妻家で妻に頭があがらない。怪談が苦手。愛煙家でもあり、禁煙スペースが広くなっていくことに対し腹を立てている描写も見受けられる。好物は松阪牛。
孔明同様、図工はずっと1。
小喬
周瑜の妻。非常に恐ろしい人物で、素手で銅雀台の雀を握りつぶしたり、周瑜を呉からモンゴル高原まで殴り飛ばしたりしている。亭主の安月給には参っている様子。
黄蓋
周瑜の部下の老人。常に息を切らしており、年老いていることを指摘されるとすぐに憤慨する。同じ苗字の黄忠とは仲がいいが、二人揃ってよく騙される。
呂蒙
白髪の武将。どうも頭の出来はあまり良くないらしく、魯粛が言った言葉「呉下の阿蒙」を何度も勘違いしている。
今は「進撃の巨人」にはまっていて、麦城に現れた超大型巨人を赤身の巨人というほどであった。
魯粛
糸目の策士。周瑜の腹心だが、孔明に告げ口ばかりしている。
諸葛謹
孔明の実兄であり、出来の良い弟に病的なコンプレックスを持っており、赤壁開戦を止めようとするエピソードでよく登場する。作者曰く「ブラコンのロバ面」。
どのような言葉を掛けられても悪いほうに考えてしまう被害妄想癖があり、すぐに落ち込んだり穴に埋まって現実逃避したりしてしまう。また、野原しんのすけの大ファンでもある。最近はネットの匿名掲示板に常駐しているが、あまりにしょうもないスレッドばかり立てるため住民からは「クソスレの謹」と蔑まれている。趣味は切手集め。姜維曰く「常冬の人」。
雑兵A
呉の一般兵士。語尾に「アル」を付けて話す。『三国志』には全く関係ないただの脇役なのだが、周瑜の部下であり相棒として数多く出演している。たまに、明らかなオーバーテクノロジーを使用することもある（例：携帯電話で会話する、衛星放送で狼煙を作る、他）。料理の腕は鉄人級で、新体操も得意（周瑜曰く「職業選択を間違えてる」）。

### その他

#### 漢王朝関係
霊帝
後漢王朝第12代皇帝。十常侍や何夫人に迫害されており、ついに作者の怒りに触れることを口走ったせいで作品内から強制退場させられてしまう悲劇の王。
献帝
後漢王朝第14代皇帝。最初は普通の大きさだったが、権威が低くなるごとにどんどん身長が低くなり、最終的にはマッチ棒より小さくなってしまい、宮殿の中にリカちゃんハウスを建てて暮らし、狩猟の時には羽虫しか捕まえられないという散々な扱いになってしまった。劉備を叔父と慕っているが、劉備からは赤ちゃん扱いされている。
何進大将軍
後漢王朝の軍隊の総司令官。もともとは肉屋だったが、妹が霊帝に見初められたことにより異例の大出世を遂げる。しかしその過去がある故に、妹には頭が上がらず、いつも苛められている。妹が連れてきた（とても人間とは思えない外見の）十常侍におやつを食べられたり、家から追い出されたり、挙句勝手に墓（それも明らかにペット用の）を建てられたりといろいろ不運。そして、最後は史実通り宦官の怒りを買って討たれ、死んでしまう。
蹇碩
何皇后が連れてきた十常侍。目が四つあり、肌は真っ黒いなど最早地球上の生物とは思えない外見。無理矢理何進にナメコを栽培させようと迫る。
董卓
漢を牛耳る残虐非道な悪人のはずなのだが、中身は少女趣味の変態。ひげヅラの巨漢であるにもかかわらず「ストーカー被害に遭っていて怖い」「私の血はワインで出来ている」など勘違い発言が多い。本人は自分を少女漫画のヒロインのように思っている。最近ではとある大ヒット映画のような呂布との出会いを捏造するようにもなった。
かなりのドSで、処刑した罪人の写真でカレンダーを作り販売しようとしたことすらある。
最後には史実通り、呂布に裏切られて殺害される。
呂布
董卓にいつも振り回されている稀代の名将。非常に贈り物に弱く、劉備からやかんを貰ってあっさり味方に付いた。ドラゴンクエストが好き。
のちに史実通り貂蝉に思いを寄せるも、その熱苦しい言動故に少し引かれている。
陳宮
曹操をあの手この手で洛陽から逃がそうとするニキビ面の男。呂布配下の武将としては登場していない。
王允・貂蝉
董卓と呂布の仲を裂こうとするも、なぜかいつも裏目に出る。
馬騰
漢王朝の臣として曹操暗殺計画を立てるネタで登場する。馬超の父親であり、曹操に処刑され馬超の夢枕に立つも息子のソーシャルゲームへの多額の課金などの浪費に憤り、「死んでも死に切れん」と生き返るネタで息子との絡みが実現された。

#### 仙人・道士関連
張角・張宝・張梁
黄巾党の三兄弟。糸目の長男、ナマズ髭の二男、童顔の三男で日々啓蒙活動に取り組んでいる。
しかし、黄巾の乱を起こしたはいいが、資金不足に陥って貧乏暮らしの日々を送っている。不況がらみの時事ネタ（ネットカフェ難民、子供のホームレスいじめなど）に駆り出されることが多い。教育をロクに受けていないため「蒼天已死 黃天當立 歲在甲子 天下大吉」を一文字も読めなかった。
根は悪人ではなく、あまりにボロい野営テントを張っていた劉備を災害避難民と勘違いし小銭を分けてあげたりする一面もあった。官軍曰く、「喜劇派武装集団」。三国鼎立後、五丈原にまで生き延びているなど生命力が非常に高い（史実では残党はともかく三兄弟は早々に亡くなっている）。
左慈
隻眼の仙人。黄巾党三兄弟からも尊敬されるほどの天才道士だが、やることなすことはあまりにも小規模。
于吉仙人
長い白髪と髭が特徴的な老人。ベジタリアンで、なぜか孔明と仲が良い。
紫虚上人
80年もの長きにわたり山にこもり修行を積んできた、ボサボサの白髪と長いひげを蓄えた老人。孔明の占いの師匠。実はアニメオタクで、自分の経典を買わせるためにアニメのDVDを抱き売りしていた。
謎の少年
劉備が塙渓から逃げた際に道を教えた少年。牛に乗っている。その後も赤壁の戦いなどで登場するが、全く年を取っている描写はない。超人的に視力がよく、幽霊さえ視認できる。ただし、横笛を吹くのは苦手。

#### 地方豪族など
盧植
劉備の師匠。ドケチで、劉備や公孫讃に対しろくでもないこと（例：学校で飼っていたウサギを殺し「松阪牛だ」と偽装してみんなに焼肉としてふるまうなど）を教えていた。董卓軍傘下に下るが、役人にわいろと称し人生ゲームの紙幣を握らせて逮捕された。
公孫讃
劉備の兄弟子。山賊にしか見えない外見をしており、粗暴かつ雑な性格であるが、同じ穴の狢である劉備からは「アニキ」と慕われている。
袁紹
中国北部を根城に構える武将。白い冠でまっすぐな髭を持つ。何進を殺した宦官を倒しに王宮に侵攻するも、宦官がオカマばっかりだったせいで慄然とし、敗走する。
実は家族思いのパパなのだが、お金には恵まれない。しかし近年では爆買いができるほど羽振りが良くなった模様。
袁術
中国南部で孫策と覇権を争う武将。兄の袁紹と顔が似ているため、差別化のために黒い冠を被り、髭をカールさせている。エリート志向が強いが、実は劉備に匹敵するほどのアホで、呂布の型破りな行動には頭を抱えている。
司馬徽
孔明の師匠。作者から指摘されるほど顔が地味。劉備に孔明を推薦した人物。作中では「水鏡先生」と呼称される。批評家の許劭とは仲が良い。
劉琦
劉備の親戚筋に当たる人物。作者が大好きな某新世紀ロボットアニメの主人公のクラい少年を髣髴とさせるネガティブな少年。孔明に助力を乞うため、自宅に閉じ込めようとするも、ドジすぎていつも失敗する。劉備にはいつもろくでもないことばかり教え込まれている。
非常に霊感が強く、そこらじゅうの幽霊が常時見えているためいつも怖がって泣いている。
蔡瑁
劉キの母方の叔父。突如発狂して猟銃片手に家を飛び出し、曹操軍に入隊する。劉キ同様、かなりのマヌケ。実家は江南にあり、小中学校は周瑜と同じだった。
孟獲
孔明に捕らえられた南蛮の王。パワフルでおおらかな好人物なのだが、未開の土地の住人のため言動のすべてが登場人物たちの常識を越えている。非常に顔が恐ろしいため、近くで見た兵士たちはホラー映画を見たかのような表情で凝り固まり、孔明は次の日の夢にまで見てしまった。言葉はすべて片言で、力加減というものが全くできないため機械に弱い。諸葛孔明曰く「常夏の人」。馬超が大好きで、会うたびに仲良くつるんでいる。
最近ではお笑い芸人の牙一族にはまっている様子。

## 江森三国志との関係
作中何度も「江森三国志」として名前が挙がっているのは、江森備の三国志小説『私説三国志 天の華・地の風』である。
この作品は『STOP劉備くん!』が連載された『小説JUNE』に不定期掲載されていた。『STOP劉備くん!』に登場する女細作（しのび）フェイメイは、江森三国志のオリジナルキャラクターである。また1巻に収録された≪「江森三国志」のパロディ≫は、江森三国志内で周瑜が孔明を脅して強引に同性愛関係を結んだエピソードをパロディ化したもので、同じく魏延と孔明の関係などにもその影響を見ることができる。

## シリーズ一覧
出版順。重複するタイトルは後年メディアファクトリーから刊行されたリニューアル版である。旧版とは装丁や判型が違うほか、描き下ろしやあとがきの有無、当時は問題なかったが、近年の倫理観に照らし合わせて不適切と思われるネタの削除など、さまざまな相違点がある。
- 白井版三国志遊戯 STOP劉備くん!（1991年/角川書店）
- 続・白井版三国志遊戯 STOP劉備くん!（1994年/角川書店）
- 続続・白井版三国志遊戯 STOP劉備くん!（1997年/角川書店）
- GOGO玄徳くん!!（2001年/潮出版社）
- 続・GOGO玄徳くん!!（2002年/潮出版社）
- 続続・GOGO玄徳くん!!（2002年/潮出版社）
- 白井版三国志遊戯 STOP劉備くん!（2005年/メディアファクトリー）
- 続・白井版三国志遊戯 STOP劉備くん!（2005年/メディアファクトリー）
- 続続・白井版三国志遊戯 STOP劉備くん!（2006年/メディアファクトリー）
- GOGO玄徳くん!!（2006年/メディアファクトリー）
- 続・GOGO玄徳くん!!（2006年/メディアファクトリー）
- 続続・GOGO玄徳くん!!（2006年/メディアファクトリー）
- 劉備くん!リターンズ（2007年/メディアファクトリー）
- 劉備くん'08春 桃園畑でつかまえて（2008年/メディアファクトリー）
- STOP劉備くん!　それゆけ赤壁オリンピック（2008年/メディアファクトリー）
- 劉備くん 青天の赤壁（2009年/メディアファクトリー）
- 劉備くん 花より三顧（2010年/メディアファクトリー）
- 劉備くん 阿斗のまつり（2011年/メディアファクトリー）